# 埃瑪氏裸胸鱔
埃瑪氏裸胸鱔，又稱埃瑪氏裸胸鯙，為輻鰭魚綱鰻鱺目鯙亞目鯙科的其中一種，分布於西太平洋區的越南海域，棲息深度14-100公尺，體長可達43公分，為底棲性魚類，生活在沙泥底質海域，屬肉食性，生活習性不明。

## 擴展閱讀
維基物種上的相關：埃瑪氏裸胸鱔